# ГЕС Ліббі
ГЕС Ліббі — гідроелектростанція у штаті Монтана (Сполучені Штати Америки). Знаходячись перед ГЕС Кутеней-Канал та ГЕС Corra Linn (49 МВт) (обидві в Канаді), становить верхній ступінь каскаду на річці Кутеней, лівій притоці Колумбії (має устя на узбережжі Тихого океану на межі штатів Вашингтон та Орегон).
У межах проекту річку перекрили бетонною греблею висотою 129 метрів, довжиною 931 метр та товщиною від 16 (по гребеню) до 94 (по основі) метрів, яка потребувала 7,6 млн тонн матеріалу. Вона утримує витягнуте по долині Кутеней на 145 км водосховище Koocanusa з площею поверхні 188 км2 та об'ємом 7,24 млрд м3 (корисний об'єм 6,14 млрд м3), в якому можливе коливання рівня в операційному режимі між позначками 697 та 750 метрів НРМ.
Пригреблевий машинний зал обладнано п'ятьма турбінами типу Френсіс потужністю по 120 МВт, які працюють при напорі 104 метри.